# Massiaru
Massiaru est un village estonien situé dans la commune d'Häädemeeste et le comté de Pärnu.

## Démographie
En 2018, la population s'élevait à 80 habitants.

## Personnalités
Jaan Talts, haltérophile, champion olympique, est né à Massiaru en 1944.